# Vallarsa
Vallarsa (Valarsa in trentino, Brandtal in tedesco, Prånttal in cimbro) è un comune italiano di 1 392 abitanti della provincia autonoma di Trento in Trentino-Alto Adige. Si tratta di un comune sparso, perché sede comunale è la frazione Raossi.

## Geografia fisica
Il comune di Vallarsa non prende il nome da un centro abitato ma dalla valle su cui si estende.
La Vallarsa è una valle scavata dal torrente Leno, che si insinua con un profondo solco fra il Gruppo del Carega e quello del Pasubio (sul Monte Corno Battisti, durante la prima guerra mondiale fu catturato Cesare Battisti).
Nella valle si trovano tre bacini idroelettrici artificiali: il lago di Speccheri a monte dell'omonima frazione e il lago di Busa al centro della valle che convogliano l'acqua alla centrale di Ala mentre il lago di San Colombano, nei pressi di Rovereto ha una centrale propria.

## Origini del nome
Non è chiara l'origine del toponimo. Un'ipotesi lo sembra far derivare da "Valle" e "arsa", nel senso di "arida" o "bruciata" (si racconta di un vasto incendio nel 1220), forse per il fatto che molti campi erano destinati alla fienagione e quindi d'estate assumevano un colore giallo sabbia. Un'altra tesi vuole che il nome derivi dalla radice retica "ars" che significa ripida, scoscesa, com'è appunto la Vallarsa che di fatto è molto piovosa (ben oltre i 1000 mm medi annui.

## Storia
Abbiamo notizia dei centri più antichi nel 1234, quando il vescovo tridentino Wanga impose a Giacomo Castelbarco, signore di Lizzana, di accogliere i coloni provenienti da Grez (Bolzano) e consentire loro di stabilirsi in masi sparsi (secondo l'uso tedesco). Tali coloni venivani però ad aggiungersi ad altri tedeschi (minatori?) precedentemente venuti dalla Baviera. Abbiamo prove che almeno fino al XVI secolo in Vallarsa (nella vicina Terragnolo ancora dopo la metà del '700), i notai roveretani dovevano provvedersi di un interprete in "lingua alemanna" (vedasi, presso la Biblioteca Civica di Rovereto, i Quaderni di Giuseppe Costisella, dove l'autore trascrive gli atti notarili locali dal '500 al '800).
Nel XV secolo e fino al 1509 la Vallarsa, come tutta la Vallagarina, fu dominio della Repubblica di Venezia. Nel 1443 i delegati della valle si recarono dal Doge Andrea Vendramin per implorare il mantenimento di alcuni privilegi già concessi dai Castelbarco. Tali privilegi furono ratificati dal Doge Francesco Foscari.
Successivamente le valli del Leno vennero comprese nella Pretura di Roveredo, alla quale l'imperatore concesse significativi privilegi (in particolare l'esenzione dalle imposte di consumo). Il confine fra l'Impero d'Austria e la Repubblica di Venezia fu definito al Pian delle Fugazze e al Passo di Campogrosso dove ancora oggi sono visibili i cippi di confine: da una parte l'aquila bicipite e dall'altra il leone di Venezia, scolpiti in pietra.
Durante la prima guerra mondiale, la popolazione fu evacuata in territori lontani. Gli abitanti stanziati verso l'alta valle furono deportati in varie parti d'Italia (anche Italia meridionale), mentre quelli che risiedevano all'inizio della valle furono trasferiti nei centri di raccolta austriaci (le cosiddette "città di legno"), come a Mitterndorf.
Durante la Grande Guerra il territorio, strenuamente difeso dagli agguerriti Standschützen locali, fu teatro di interminabili battaglie: dal maggio 1915 fino alla fine di ottobre 1918. Per la difesa del territorio, già nei primi anni del Novecento si era provveduto alla costruzione di svariati manufatti austro-ungarici: strade, trincee, camminamenti, ma anche strutture difensive. Le più importanti erano le postazioni sul Coni Zugna, Forte Matassone, Forte Parmesan, Forte Pozzacchio/Valmorbia Werk. In particolare il monte Pasubio fu investito da violente battaglie durante la Strafexpedition (1916).
Nel successivo novecento, soprattutto in seguito allo sviluppo industriale di Rovereto, il comune subì una massiccia emigrazione, con il conseguente abbandono delle campagne fino ad allora fonte primaria di sussistenza. In anni recenti si è però assistito ad un'inversione di questa tendenza, con l'insediamento anche di famiglie giovani.

### Simboli
Stemma
Lo stemma comunale è stato riconosciuto con D.C.G. del 10 aprile 1930.
(D.C.G. 10/04/1930)
Ha origini molto antiche, essendo utilizzato dalla Comunità di Vallarsa almeno dal 1722, ma non ne è noto il significato. Forse si lega alle tradizioni che ritengono il toponimo una deformazione di "Valle degli Orsi", contratto in "Vallorsa". Un'altra leggenda lo crede derivato dallo stemma della famiglia Perempruner (originaria di Folgaria ma qui insediata da tempo remoto), un esponente della quale sarebbe stato il primo massaro della Comunità (il cognome sembra infatti un composto dei termini tedeschi Bären "orsi" e Brunnen "fontana").
Gonfalone
Il gonfalone è stato approvato con decreto della giunta provinciale del 13 dicembre 1988, n. 16243.
(D.G.P. 13/12/1988)

## Monumenti e luoghi d'interesse

### Architetture religiose
- Chiesa del Patrocinio di San Giuseppe, parrocchiale della frazione di Albaredo.
- Chiesa della Santissima Trinità nella frazione di Camposilvano.
- Chiesa di San Valentino, parrocchiale della frazione di Matassone.
- Chiesa della Madonna della Neve, parrocchiale della frazione di Obra.
- Chiesa di San Vigilio, parrocchiale della frazione di Parrocchia.
- Chiesa di San Floriano, parrocchiale della frazione di Riva.
- Chiesa di Sant'Anna, parrocchiale della frazione di Sant'Anna.
- Chiesa della Natività di Maria, parrocchiale della frazione di Valmorbia.
- Chiesa dei Santi Pietro e Paolo, parrocchiale della frazione di Raossi.

## Società

### Evoluzione demografica
Abitanti censiti

### Lingue e dialetti
Sino all'XIX secolo la popolazione di Vallarsa parlava lo slambrot, un dialetto cimbro portato dai coloni di origini bavaro-tirolesi che si insediarono nella zona a partire dal XII secolo. Ancora nel 1821, secondo Francesco Tecini, 2 290 abitanti della parrocchia parlavano questo idioma; ma già nel 1890 un'indagine di Christian Schneller constatava che lo slambrot era scomparso dalla località, e anzi non ne rimaneva nemmeno il ricordo tra la popolazione.
Dell'antico cimbro resta traccia in alcuni termini dialettali, nei cognomi e soprattutto nella toponomastica: su 2 470 nomi di luogo registrati nel comune (comprendendo anche i più recenti) almeno un quarto è di  chiara origine germanica.
L'attuale vallarsèro presenta un'impostazione linguistica simile a quella lagarina, un complesso dialettale di transizione tra il trentino centrale, a base lombarda, e il veneto veronese. Vista la posizione geografica, si possono riconoscere anche alcuni tratti del veneto centrale (vicentino).

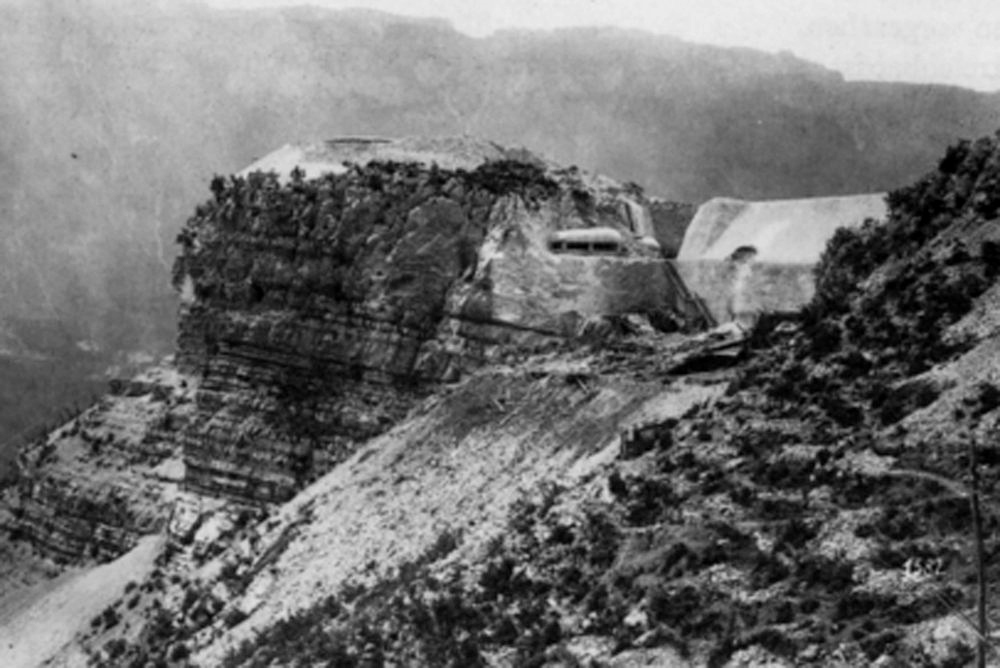
Werk Valmorbia, italianizzato Forte Pozzacchio è una struttura difensiva austroungarica con la particolarità di essere completamente scavata in roccia.

## Geografia antropica
Nel territorio comunale sorgono diversi piccoli centri, anche piuttosto distanti tra loro.
Sede comunale è la frazione di Raossi, situata alla destra del Leno a 724 m s.l.m. Conta circa 170 abitanti e in essa si trovano i principali servizi: oltre al municipio, vi sorgono la scuola dell'infanzia, la scuola primaria, l'ufficio postale, la biblioteca, l'ambulatorio medico, una farmacia e vari esercizi commerciali. Raossi è inoltre sede di una delle nove parrocchie del comune.
Gli altri centri abitati si trovano a varie altitudini, tra i 340 m e i 1 163 metri del Pian delle Fugazze, lungo due impervie rive della valle stessa. Le frazioni sono molte e distanziate fra di loro. Basti pensare che sul territorio esistono 19 tra chiese e cappelle di cui nove parrocchiali, attualmente gestite da un solo prelato.

## Cultura

### Eventi
Oltre alle tradizionali sagre e feste patronali che si celebrano nelle frazioni nel corso di tutto l'anno (talvolta con i soli eventi religiosi, in altri casi con vere e proprie feste di paese) si svolgono in Vallarsa alcune tradizionali manifestazioni.
- La Fiera di San Luca che la domenica più vicina al diciotto di ottobre si svolge nel paese di Parrocchia. Essa è la trasposizione di un'antica fiera che si teneva in valle per lo scambio e la compravendita del bestiame e dei frutti della terra. Attualmente gli allevatori della valle portano le loro migliori vacche in piazza dove sono giudicate e viene premiata la migliore bestia. Oltre alla gara bovina la fiera presenta eventi commerciali e culturali.
- La Ganzega del Bosco si tiene invece nel paese di Camposilvano dal 1989 solitamente il primo fine settimana di agosto. Evento della festa è una gara di abilità nei lavori del bosco. Aperta a tutti la gara prevede prove di abilità e di precisione quali segaggio di tronchi con motosega, abbattimento di pali cercando di centrare un palloncino, montaggio di uno slite, trasporto di un tronco con zappino, rottura di un tronchetto con l'accetta eccetera.
- Ad agosto si svolge in Vallarsa Tra le rocce e il cielo, il Festival della montagna vissuta con consapevolezza. La manifestazione, organizzata dall'associazione culturale Tra le rocce e il cielo in partnership con Accademia della montagna del Trentino, dura quattro giorni.
- Teatro Sant'Anna di Vallarsa. Inaugurato nel 1995, da sempre ospita rassegne di canti della montagna organizzati dal Coro Pasubio di Vallarsa. Dal 2014 una delle associazioni di Vallarsa, Elementare, sta organizzando in collaborazione con il Comune una rassegna di teatro composta da una programmazione per bambini, adulti e residenze creative per compagnie trentine e nazionali.

## Infrastrutture e trasporti
Sulla sponda destra del Leno, a mezz'altezza, corre la Strada statale 46 del Pasubio che collega Vicenza a Rovereto e qui sorgono i principali paesini della Valle, fra cui appunto il capoluogo Raossi. Sull'altra sponda la strada provinciale 89 Sinistra Leno che sale da Rovereto è interrotta presso Ometto, mentre il progetto originario di un ricongiungimento presso il passo di Campogrosso è ormai abbandonato in quanto non gradito dalla popolazione.

## Amministrazione

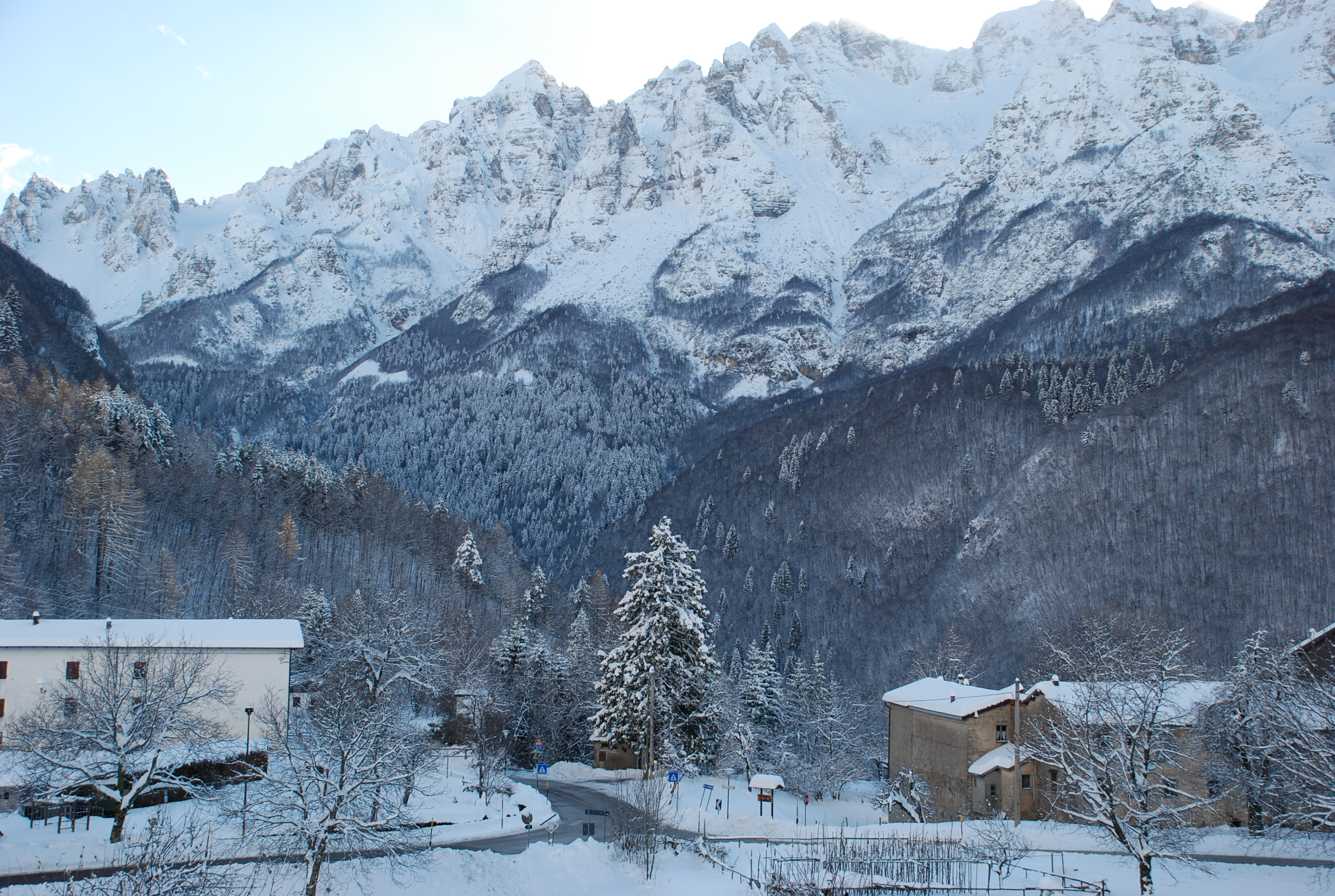
Scorcio della frazione di Camposilvano di Vallarsa in inverno, sullo sfondo il Gruppo del Carega.

Dopo un periodo storico in cui la Vallarsa era sede di numerose sezioni politiche, dal 2000 in poi il Comune di Vallarsa è amministrato da rappresentanti eletti all'interno di liste civiche.

### Elenco dei sindaci di Vallarsa
| Periodo           | Periodo           | Primo cittadino  | Partito              | Carica         | Note   |
| ----------------- | ----------------- | ---------------- | -------------------- | -------------- | ------ |
| 1960              | 1970              | Remo Bussolon    |                      | Sindaco        |        |
| 1970              | 1980              | Nello Aste       |                      | Sindaco        |        |
| 1980              | 1985              | Enrica Rippa     |                      | Sindaco        |        |
| 28 giugno 1985    | 5 giugno 1990     | Enrica Rippa     | Democrazia Cristiana | Sindaco        | [ 16 ] |
| 5 giugno 1990     | 5 giugno 1995     | Paolo Stoffella  | Democrazia Cristiana | Sindaco        | [ 17 ] |
| 5 giugno 1995     | 15 maggio 2000    | Paolo Stoffella  | Lista civica         | Sindaco        | [ 18 ] |
| 15 maggio 2000    | 12 dicembre 2003  | Geremia Gios     | Lista civica         | Sindaco        | [ 19 ] |
| 18 gennaio 2003   | 10 maggio 2004    | Enrico Negriolli |                      | Comm. straord. |        |
| 10 maggio 2004    | 17 maggio 2010    | Geremia Gios     | Lista civica         | Sindaco        | [ 20 ] |
| 31 maggio 2010    | 10 maggio 2015    | Geremia Gios     | Lista civica         | Sindaco        | [ 21 ] |
| 11 maggio 2015    | 22 settembre 2020 | Massimo Plazzer  | Lista civica         | Sindaco        | [ 22 ] |
| 22 settembre 2020 | 4 maggio 2025     | Luca Costa       | Lista civica         | Sindaco        | [ 23 ] |
| 4 maggio 2025     | In carica         | Geremia Gios     | Lista civica         | Sindaco        | [ 24 ] |

### Gemellaggi
Il comune di Vallarsa è gemellato con Mitterndorf an der Fischa, luogo ove nel corso della Grande Guerra l'Impero Austroungarico alloggiarono gli sfollati di Vallarsa e dintorni.
Dal 2010 il comune di Vallarsa è gemellato anche con il comune di Carlat in Francia. L'idea del gemellaggio è nata dal comune francese che ha contattato gli amministratori del comune trentino per la presenza di una frazione di nome Bruni. L'assonanza Carlat-Bruni in onore della first lady di Francia Carla Bruni ha permesso ai due comuni di conoscersi. Da parte italiana vi era una certa titubanza circa il gemellaggio, ma una visita dell'amministrazione comunale al borgo francese ha permesso di scoprire che si trattava di due realtà simili in quanto di montagna e molto frazionate. Il 9 luglio 2010 il consiglio comunale di Vallarsa ha votato il gemellaggio che è stato siglato in Francia in occasione della festa nazionale del 14 luglio.